# Texel ZOO

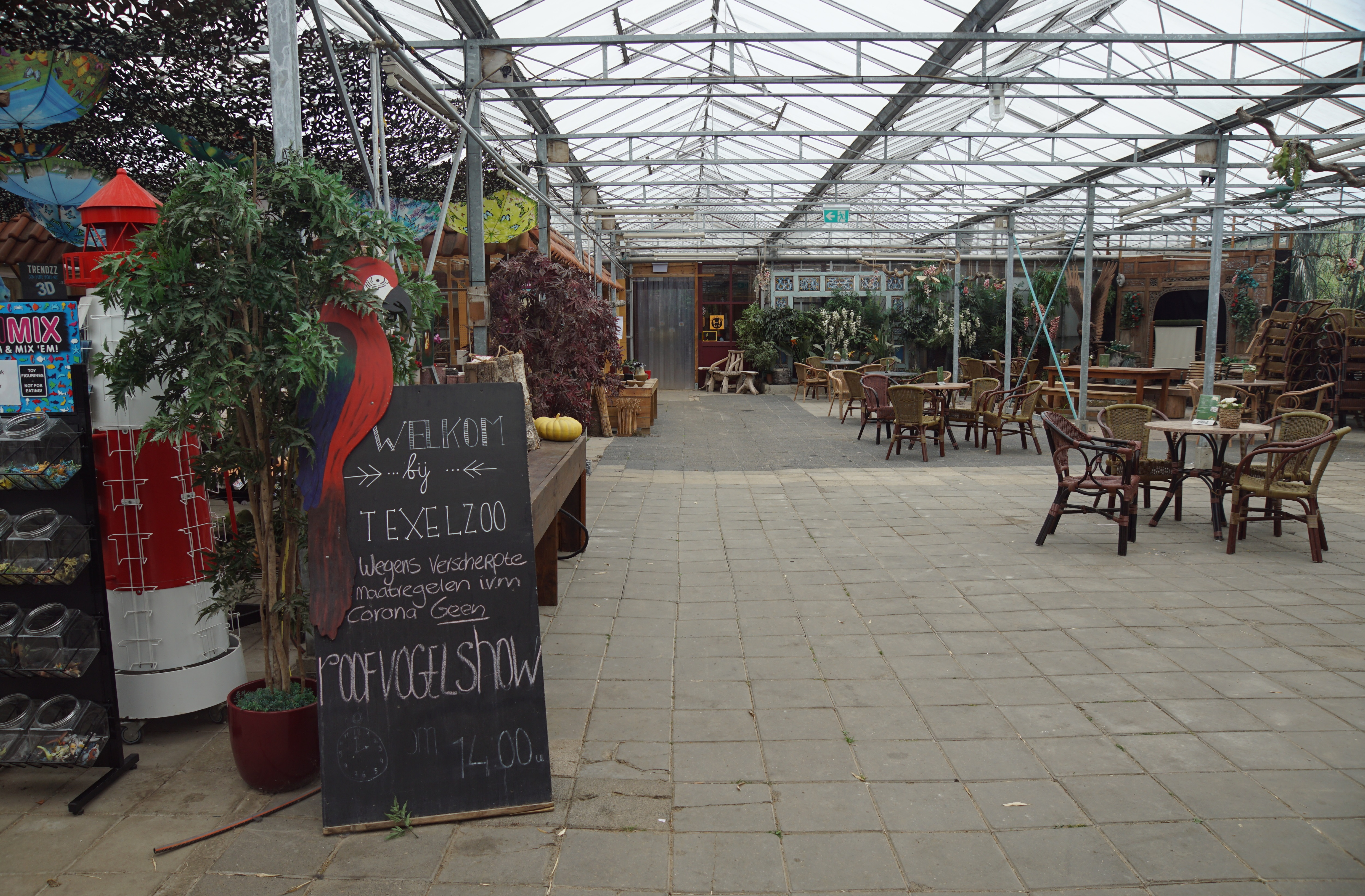
Ontvangstruimte

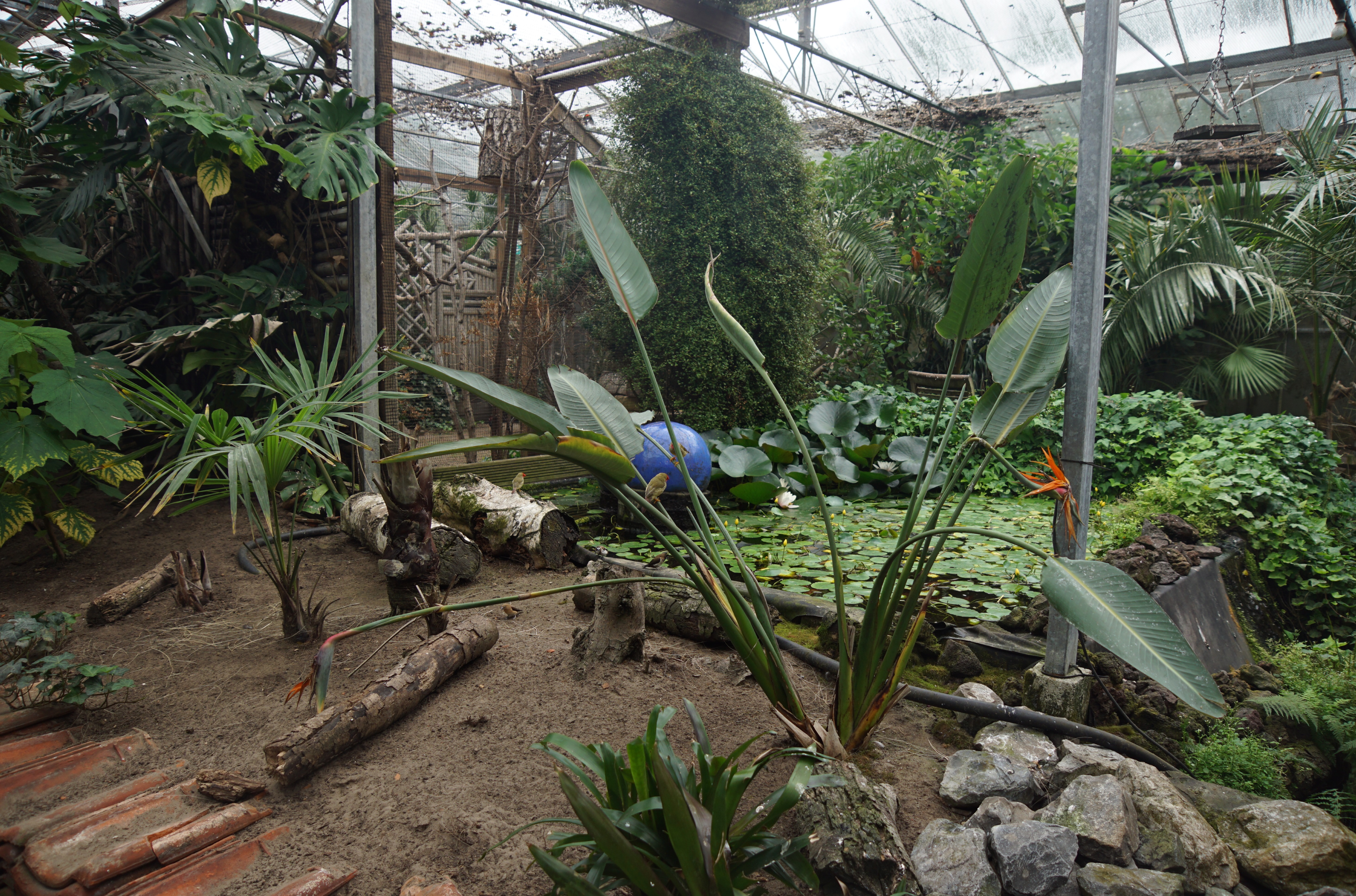
In de kas.

Texel ZOO, voorheen Eureka Orchideeën en Vogelbush of Vogelbush Eureka, is een kleine dierentuin in Oosterend. De dierentuin beschikt over een dierentuinvergunning. Het park is lid van Dier en Park.
De dierentuin is gebouwd in een groot voormalig kassencomplex en bestaat uit een tropische vogeltuin, orchideeëntuin en een vlindertuin.
In april 2023 is door de gemeenteraad van Texel besloten dat de dierentuin in strijd is met het bestemmingsplan. Hierdoor zou de dierentuin binnen afzienbare tijd de deuren moeten sluiten. Er werden na de raadsvergadering nog pogingen gedaan om de dierentuin toch te behouden en een vergunning af te geven. Op 19 december 2023 werd er geen meerderheid gevonden in de gemeenteraad, waardoor de dierentuin twee jaar de tijd heeft gekregen om af te bouwen.

## Diersoorten
In de dierentuin zijn ruim 40 verschillende diersoorten te vinden. In het bijzonder zijn er veel vogelsoorten aanwezig. De vogels kunnen in hun verblijven worden bekeken of tijdens een roofvogelshow. Hieronder een overzicht van enkele soorten.

### Insecten
- Blauwe Morpho
- Dagpauwoog
- Groot koolwitje

### Vogels
- Buizerd
- Diamantastrild
- Geelpootsuikervogel
- Havik
- Kerkuil
- Oehoe
- Sneeuwuil
- Steenuil

### Reptielen
- Kolenbrander schildpad
- Wateragame

### Zoogdieren
- Stokstaartjes
- Prairiehond
- Parmawallaby
- Witoorspenseelaap
- Grijsgroen doodshoofdaapje

Aeres MBO Barneveld ·
Almere Jungle ·
Animal Farm ·
Apenheul ·
AquaZoo Leeuwarden ·
Aquazoo Leerdam ·
Artis ·
Artisklas Haarlem ·
Berkenhof Tropical Zoo ·
BestZoo ·
Botanische Tuinen Universiteit Utrecht ·
Center Parcs Het Heijderbos ·
Centrum voor Natuur- en Milieu Educatie ·
WaterLand Neeltje Jans ·
DierenPark Amersfoort ·
Dierenpark De Oliemeulen ·
Dierenpark Zie-ZOO ·
Diergaarde Blijdorp ·
DoeZoo Insektenwereld ·
Dolfinarium Harderwijk ·
Ecomare ·
Eindhoven Zoo ·
Faunapark Flakkee ·
Fort Kijkduin ·
GaiaZOO ·
Hof van Eckberge ·
Informatiecentrum De Noordwester ·
Kabouterland ·
Kasteelpark Born ·
Koninklijke Burgers' Zoo ·
Dierenpark Hoenderdaell ·
Muzeeaquarium Delfzijl ·
Natuurcentrum Ameland ·
Omnium Goes Tropisch bos ·
Ouwehands Dierenpark ·
Pantropica ·
Passiflorahoeve ·
Plaswijckpark ·
Reptielenhuis De Aarde ·
Reptielenzoo Iguana ·
Safaripark Beekse Bergen ·
Sea Life Scheveningen ·
Stichting AAP ·
Stichting Das & Boom ·
Taman Indonesia ·
Texel ZOO ·
Uilen- en Dierenpark De Paay ·
Van Blanckendaell Park ·
Vlinderparadijs Papiliorama ·
Vlinders aan de Vliet ·
Vlindersafari ·
Vlindertuin De Kas ·
Vlindorado ·
Vogelpark Avifauna ·
Vogelpark Ruinen ·
Vogelrevalidatiecentrum Zundert ·
Wereldtuinen Mondo Verde ·
Wildlands Adventure Zoo Emmen ·
Wonderwereld ·
Zee Aquarium Bergen aan Zee ·
ZooParc Overloon ·
Zoo Veldhoven
Opgeheven: Animali Vogel- en dierenpark · Noorder Dierenpark Emmen · Dierenpark Wassenaar · Dierenpark Wissel · Dolfirama · Dolfirado · Dolfirodam · Grottenaquarium Valkenburg · Fazanterie de Rooie Hoeve · Haagse Dierentuin · Kasteeltuinen Arcen · Klant’s Dierentuin · Klein Costa Rica · Labyrinth Boekelo · Papegaaienpark N.O.P. · Reptielenzoo "SERPO" · Schildpaddencentrum · Stonehenge Wildlife · Tilburgs dierenpark · Tropisch Oosten · Vogel- en wandelpark Abbeweer · Zodiac Zoos